# Mifflinburg
Mifflinburg es un borough situado en el condado de Union, Pensilvania, Estados Unidos. Tiene una población estimada, a mediados de 2023, de 3441 habitantes.

## Geografía
La localidad está ubicada en las coordenadas 40°55′10″N 77°02′51″O / 40.91944, -77.04750 (40.91956, -77.047424).

## Demografía
Según la estimación 2018-2022 de la Oficina del Censo, los ingresos medios de los hogares de la localidad son de $64,104 y los ingresos medios de las familias son de $76,466. Alrededor del 4.5% de la población está por debajo de la línea de pobreza.